# Trygve Lie
Trygve Halvdan Lie (Oslo, 16. srpnja 1896. – Geilo, 30. prosinca 1968.),  norveški političar.
U više je navrata bio ministar u norveškoj vladi kao i guverner grada Osla. Bio je prvi Glavni tajnik UN-a u razdoblju od 1946. do 1953.
Hladni rat otežao je izgradnju Ujedinjenih naroda i putovanje u Moskvu koje je Lie napravio da bi se postiglo smanjenje tenzija, nije dalo nikakav rezultat. Tijekom Korejskog rata Lie je podržao intervenciju UN-a i na taj način došao u sukob sa Sovjetskim Savezom. Iako je SSSR uložio veto produžen mu je mandad još tri godine. 